# Гонсалес Ньевис, Роберто
Роберто Октавио Гонсалес-Ньевис, O.F.M. (англ. Roberto Octavio González Nieves, исп. Roberto Octavio González Nieves; род. 2 июня 1950, Элизабет, Нью-Джерси) —  прелат Римско-католической церкви, 5-й  титулярный епископ Урсоны, 6-й епископ Корпус-Кристи, 3-й архиепископ Сан-Хуана-де-Пуэрто-Рико.

## Биография

### Ранние годы и образование
Роберто Октавио Гонсалес-Ньевис родился 2 июня 1950 года в Элизабет, штат Ню-Джерси в семье Хесуса Хирама Гонсалеса и Франсиски Ирис, урождённой Ньевис. Вскоре после рождения, вместе с семьёй, переехал в Пуэрто-Рико. Начальное и среднее образование получил в Академии святой Моники в Сантурсе и малой семинарии святого Иосифа в Калликуне, штат Нью-Йорк. Продолжил образование в Сиена-колледже в Лудонвилле, штат Нью-Йорк, который окончил со степенью бакалавра искусств.
Защитил степень магистра священной теологии в Вашингтонской теологической коалиции в Силвер-Спринг, штат Мэриленд и магистра искусств в Фордемском университете. После защитил степень доктора философии в области социологии в том же университете. В 1980 году получил звание почётного доктора Университета святого Бонавентуры. В 2000 году получил звание почётного доктора Сиена-колледжа в Лудонвиле, штат Нью-Йорк и Центрального Университета Байамона на Пуэрто-Рико.
В 1970—1971 годах был принят кандидатом в общину францисканцев в Крайст-Хаусе в Лафайете, штат Нью-Джерси, затем стал новицием в общине францисканцев в Бруклайне, штат Массачусетс. Здесь в 1972 году принёс первые монашеские обеты.

### Церковная карьера
8 мая 1977 года был рукоположен в сан священника. В 1982 году получил назначение в приход святого Пия V в Бронксе — районе города Нью-Йорк, после в приход Святого Креста  в том же районе. В 1986 году был назначен настоятелем этого прихода и служил в нём до 1988 года, когда был поставлен Святым Престолом ауксиларием архиепархии Бостона в помощь кардиналу Бернарду Фрэнсису Лоу. За время своего служения приобрёл уважение латиноамериканской общины епархии.
В 1995 году был назначен коадъютором епархии Корпус-Кристи. В 1997 году был поставлен в епископа этой епархии. И здесь он заслужил уважение латиноамериканской общины епархии. 26 марта 1999 года римский папа Иоанн Павел II назначил его архиепископом Сан-Хуана-де-Пуэрто-Рико. 8 мая того же года он приступил к управлению архиепархией. На церемонии восшествия на кафедру присутствовал его предшественник, кардинал Луис Апонте-Мартинес, который заметил, что впервые в истории этой кафедры пуэрториканец сменяет на ней пуэрториканца. 
Став архиепископом, развернул активную деятельность по устроению церковной и общественной жизни в своей архиепархии. Так, он осудил аборты, эвтаназию и гомосексуализм, призвал правительство действовать в интересах народа для сохранения национальной идентичности пуэрториканцев, подверг резкой критике политическую коррупцию и выступил в защиту противников присутствия военно-морской базы США на острове Вьекес. Весной 2006 года посредническое участие архиепископа, совместно с местными главами протестантских деноминаций, помогли преодолеть правительству финансовый кризис в Пуэрто-Рико. В 2009 году римский папа Бенедикт XVI рассматривал его кандидатуру в качестве нового архиепископа Нью-Йорка.